# Stanisław Frenkiel
Stanisław Frenkiel (ur. 14 września 1918 w Krakowie, zm. 21 czerwca 2001 w Londynie) – polski malarz tworzący od 1948 w Wielkiej Brytanii.

## Życiorys
Urodził się w rodzinie Artura-Arnolda Frenkiela i jego żony Bronisławy. Wychowywała go matka, ojciec zmarł po I wojnie światowej podczas epidemii grypy „hiszpanki”.
Po ukończeniu w 1937 krakowskiego gimnazjum im. Henryka Sienkiewicza rozpoczął studia w Akademii Sztuk Pięknych, do grona jego wykładowców należeli m.in. Władysław Jarocki, Kazimierz Sichulski, Xawery Dunikowski i Eugeniusz Eibisch. Dwa lata później wybrał się w podróż artystyczną do Paryża, po drodze zatrzymał się w Berlinie, gdzie obejrzał zorganizowaną przez hitlerowców wystawę sztuki wynaturzonej. Poznał tam pochodzących z Polski Moïse Kislinga, Jana Wacława Zawadowskiego, Efraima Mandelbauma, Artura Nacht-Samborskiego, także Georges’a Rouaulta, którego twórczość wywarła na nim ogromne wrażenie.
Powrócił do Krakowa w sierpniu 1939, ponieważ została tam jego narzeczona Anna Leonora Neuman. Po kilku miesiącach okupacji spędzonych w Krakowie postanowił przedostać się z nią na Węgry, a gdy się to nie udało za namową Eugeniusza Eibischa pojechali do Lwowa. Tam Stanisław Frenkiel został aresztowany przez NKWD za odmowę przyjęcia obywatelstwa radzieckiego i wywieziony do łagru Suchobezwodnoje w pobliżu miasta Gorki. W 1941 w Zakliczynie zmarła jego matka. Przeżył dzięki talentowi malarskiemu, ponieważ rysował portrety strażników w mundurach. Pod koniec 1941 ogłoszono amnestię i udało mu się uzyskać zwolnienie z obozu pracy, udał się wówczas do Tomska, ponieważ otrzymał informację, że Anna Neuman została deportowana do Jakucji w pobliżu Morza Ochockiego. Tam dowiedział się, że została przeniesiona na południe, wówczas udało mu się przedostać do Ałma-Aty. Dzięki Związkowi Artystów Kazachstanu dostał pracę przy malowaniu portretów lokalnych działaczy politycznych, nie ustając w poszukiwaniach, dowiedział się, że Anna znajduje się w Uzbekistanie, w mieście Fergana. Po dotarciu na miejsce przypadkiem spotkał ją, gdy stała w kolejce po chleb. Zostali deportowani do Kirgizji, ale w czasie podróży zachorowali na tyfus. Po wyleczeniu na początku 1942 pobrali się w osadzie Kurshab.
W tym samym roku wstąpił do Armii Andersa. Z portu Krasowodsk na pokładzie tankowca popłynął przez Morze Kaspijskie do Iranu. Anna w tym czasie dołączyła do grupy cywili idących za armią, spotkali się w Teheranie, gdzie Stanisław Fenkiel był tłumaczem w kwaterze głównej wojska. W 1943 przebywał w Iraku i Palestynie, gdzie przeszedł szkolenie oficerskie. Następnie został wysłany do Egiptu, gdzie miał uczestniczyć w kampanii włoskiej, w planowanym lądowaniu w Grecji pod dowództwem gen. Michała Tokarzewskiego-Karaszewicza, ale w związku z protestem zgłoszonym przez Stalina operację odwołano. Pozostał w Egipcie do końca wojny, a następnie udał się na urlop do Bejrutu, gdzie na Uniwersytecie Amerykańskim Anna studiowała medycynę.
Od listopada 1945 studiował na Libańskiej Akademii Sztuk Pięknych, którą ukończył w 1947. Tworzył rysunki przedstawiające bywalców kawiarni, prostytutki, żebraków i ludzi na targu, obszerna kolekcja przetrwała do czasów współczesnych. Debiutował wystawiając prace na Uniwersytecie Amerykańskim, współpracował z wydawanymi przez polskich uchodźców czasopismami Pion i Dziurka od klucza, którego był współzałożycielem (wspólnie z Zygmuntem Mazurem i Józefem Galubą). Zaangażował się w działalność środowiska Polaków, poznał Hankę Ordonównę i Michała Tyszkiewicza, którzy również przebywali w Bejrucie. W 1947 władze brytyjskie wydały rozporządzenie, które zmuszało Polaków do opuszczenia Libanu. Mieli do wyboru powrót do Polski lub emigrację do Wielkiej Brytanii. W związku z tym Stanisław Frenkiel powrócił do Egiptu i wstąpił do Armii Brytyjskiej z którą wyjechał do Wielkiej Brytanii, gdzie początkowo przebywał w obozie pod Blackshaw Moor w hrabstwie Staffordshire. W styczniu 1948 dołączyła do niego żona z urodzonym w Bejrucie synem, a on sam kilka miesięcy później został demobilizowany.
Dzięki Interim Treasury Committee for Polish Questions oraz poparciu Edwarda Raczyńskiego otrzymał stypendium dzięki któremu kontynuował naukę w Sir John Cass Technical College, School of Arts and Crafts. Jego prace uczestniczyły w zorganizowanej przez British Council pod koniec 1948 wystawie prac studentów zagranicznych, rok później odbyła się w londyńskim Cadogan Gardens pierwsza wystawa indywidualna prac Stanisława Frenkiela. Razem z Janem Wieliczko i Stefanem Knappem założyli Związek Młodych Artystów w Wielkiej Brytanii (Young Artists' Association). Równocześnie przez pierwsze półtora roku po przybyciu do Londynu pracował w metrze jako portier, a później jako sygnalista, W 1951 otrzymał etat nauczyciela w Bennett College w Sheffield. Od lat 50. współpracował z ukazującymi się w Londynie Wiadomościami, gdzie publikowano jego recenzje o polskiej i obcej sztuce współczesnej, teksty krytyczne oraz artykuły i eseje.
W 1954 Stanisław i Anna otrzymali brytyjskie obywatelstwo, w tym samym roku został współzałożycielem APA – Zrzeszenie Plastyków Polskich w Wielkiej Brytanii. Od 1958 był wykładowcą w Wimbledon College, a od 1965 Gipsy Hill College, która przygotowywała uczniów do studiów na University of London. Kontynuował naukę, w Courtauld Institute of Art studiował historię sztuki, dyplom ukończenia uzyskał w 1966 i otrzymał pracę na Uniwersytecie Londyńskim, a w 1973 został docentem na Wydziale Nauczania Artystycznego. Wyjeżdżał wielokrotnie do Stanów Zjednoczonych, gdzie wykładał na Penn State, Harvardzie i Baltimore Art College. Równocześnie od 1965 był dyrektorem w departamencie sztuki londyńskiego Institute of Education. Należał do licznych organizacji artystycznych, związków i stowarzyszeń, m.in. do Zrzeszenia Artystów Polskich w Wielkiej Brytanii oraz Royal West of England Academy of Arts. Od 1978 był członkiem Grupy London, z którą wystawiał w Londynie, Buenos Aires, Hamburgu i Monachium, a także na wystawie sztuki religijnej w Stuttgarcie. W 1983 przeszedł na emeryturę, dwa lata później przyjęto go do członkostwa Royal West of England Academy w Bristolu.
W 1994 krakowska Akademia Sztuk Pięknych nadała Stanisławowi Frankielowi tytuł doktora honoris causa, a w 1997 Prezydent Polski uhonorował go Krzyżem Czynu Bojowego Polskich Sił Zbrojnych na Zachodzie.
Zmarł 17 czerwca 2001 w Londynie, spoczywa na cmentarzu Putney Vale.